# Kanton Iholdy
Iholdy is een voormalig kanton van het Franse departement Pyrénées-Atlantiques. Het kanton maakte deel uit van het arrondissement Bayonne. Het werd opgeheven bij decreet van 25 februari 2014, met uitwerking op 22 maart 2015. Alle gemeenten zijn opgenomen in het nieuwe kanton Pays de Bidache, Amikuze et Ostibarre.

## Gemeenten
Het kanton Iholdy omvatte de volgende gemeenten:
- Arhansus
- Armendarits
- Bunus
- Hélette
- Hosta
- Ibarrolle
- Iholdy (hoofdplaats)
- Irissarry
- Juxue
- Lantabat
- Larceveau-Arros-Cibits
- Ostabat-Asme
- Saint-Just-Ibarre
- Suhescun